# Erich Schmidtbochum

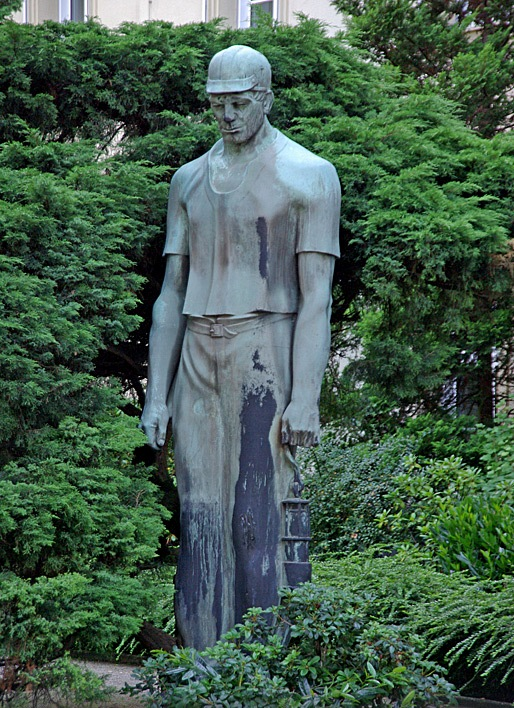
Eine der beiden Bronzeplastiken vor der Bundesknappschaft in Bochum (1950–51)

Erich Schmidtbochum, eigentlich Erich Schmidt (* 30. November 1913 in Bochum; † 7. Juni 1999 in Braunschweig) war ein deutscher Bildhauer.

## Leben
Mit 16 Jahren besuchte er den Abendlehrgang für Bildhauer der Kunstgewerbeschule Dortmund, mit 17 Jahren erhielt er die Zulassung zur Meisterklasse. Im März 1934 bestand er die Staatliche Abschlussprüfung mit Auszeichnung, und war vier Jahre bei einem Soester Bildhauer tätig.
Danach verlegte er den Schwerpunkt seines Schaffens nach Bochum und fügte auf die ehrende Anregung der Stadt Bochum seinem Namen im Jahre 1937 den Zusatz „Bochum“ hinzu, nannte sich also Erich Schmidtbochum. Ihm wurde im Wiesental ein Grundstück zur Verfügung gestellt, wo er sich 1938 ein Wohnhaus und Atelier errichtete. Sein Schaffen wurde durch die Einberufung zum Wehrdienst unterbrochen. Während eines Heimaturlaubes heiratete er im Juli 1943 die ehemalige Kunststudentin Jo Kok aus Amsterdam. Kurz nach der Entlassung aus der Kriegsgefangenschaft im Juli 1946 entstanden neue Skulpturen. Aufgrund eines Angebotes der dortigen Stadtverwaltung zog er 1957 nach Wolfenbüttel.
Er verstarb in Braunschweig; begraben ist er in Wolfenbüttel, wo sich auf dem Friedhof auch sein Ehrengrab befindet. 
Erich Schmidtbochum war ein Mitglied im Bund der Freimaurer, seine Loge ist in Wolfenbüttel beheimatet.

## Rezeption
Schmidtbochums Werke zeichnen sich durch vereinfachte kubische Formgebung aus, die jedoch nie das Anatomische zugunsten einer völligen Abstraktion verlässt. Nach seinem Tod übernahm im Dezember 2000 die Stadt Wolfenbüttel Plastiken aus den Werkbeständen. Der künstlerische Nachlass ging nach Bochum und Wolfenbüttel.

## Werke
- Alter Bergmann, Büste, Beitrag zur Großen Deutsche Kunstausstellung von 1940[4]
- Bronzefigur Wolf von 1979
- Büste des gebürtigen Bochumer und russischen Vizekanzlers Graf Heinrich Johann Friedrich Ostermann von 1937 für den Ratssaal der Stadt Bochum (heute im Stadtarchiv)[5]
- Grabdenkmal Betender Bergmann für den Seniorchef der Firma Gebrüder Eickhoff, Bochum Hauptfriedhof, Feld 23 von 1949[6]
- Bronzeplastiken vor dem Haupteingang der Bundesknappschaft Bochum, aufgestellt 1952[7]
- Bronzefigur eines Versuchsschmelzers
- Büste Bernhard Kleff, Gründer des Heimatmuseum (Stadtarchiv) von 1960[8]
- Bronzeporträt des Generals St. Pièrre
- Relief Siegfried bekämpft den Drachen
- Brunnenfigur Der Flötenspieler
- Bronzefigur Feierabend
- Victoria Luise Porträt in Bronze
- Ernst Bergfeld Porträt in Bronze
- Hans Ehrich Porträt in Bronze
- Bronzeplastik Flora
- Nathan der Weise, Bronzeplastik in Wolfenbüttel (siehe Nathan-Denkmal (Wolfenbüttel))
- Die 3 Grazien Bronzeplastik von 1958, Salzgitter-Bad, Kreuzung Kaiserstraße/Hinter dem Salze

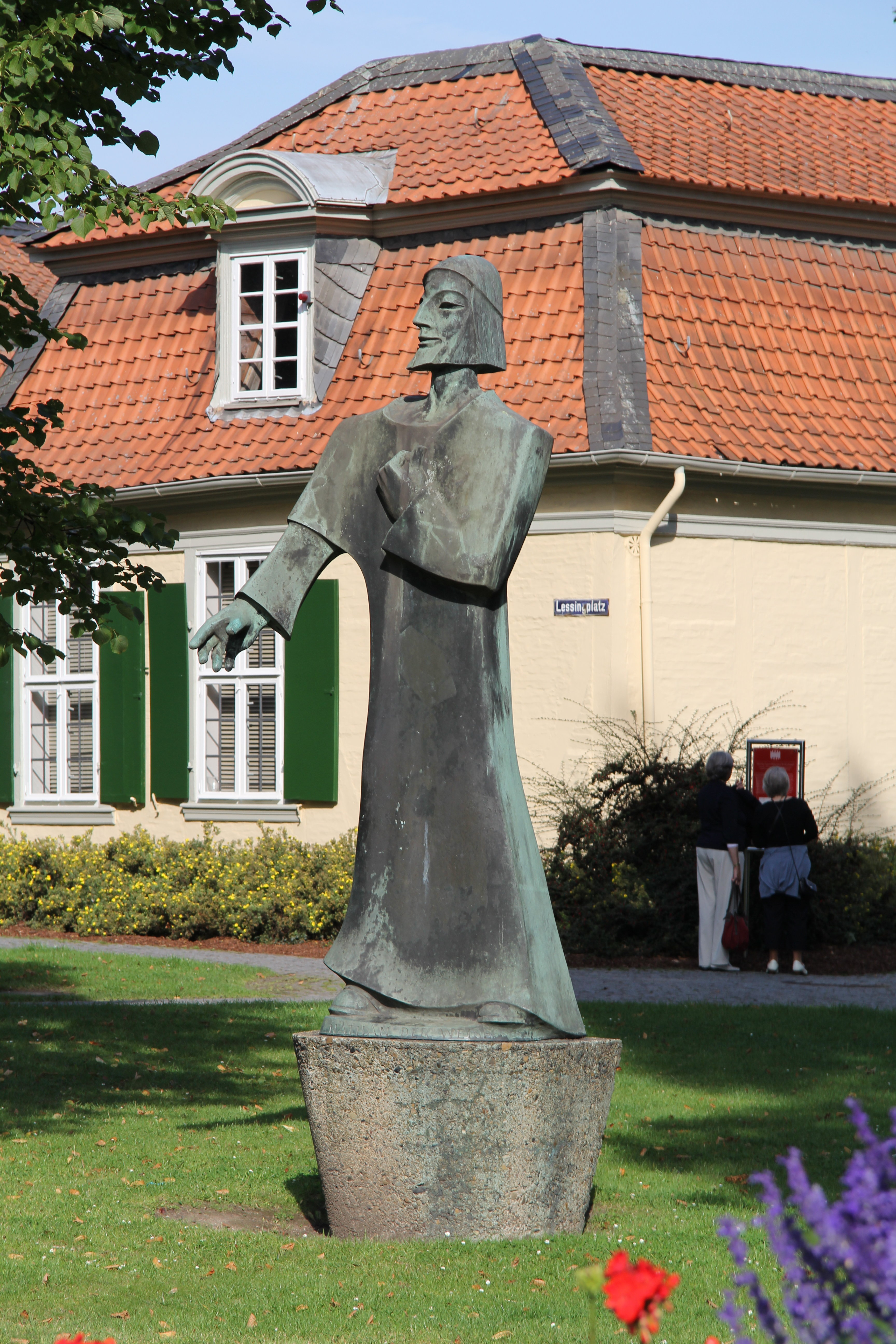
Statue Nathan der Weise (1961)
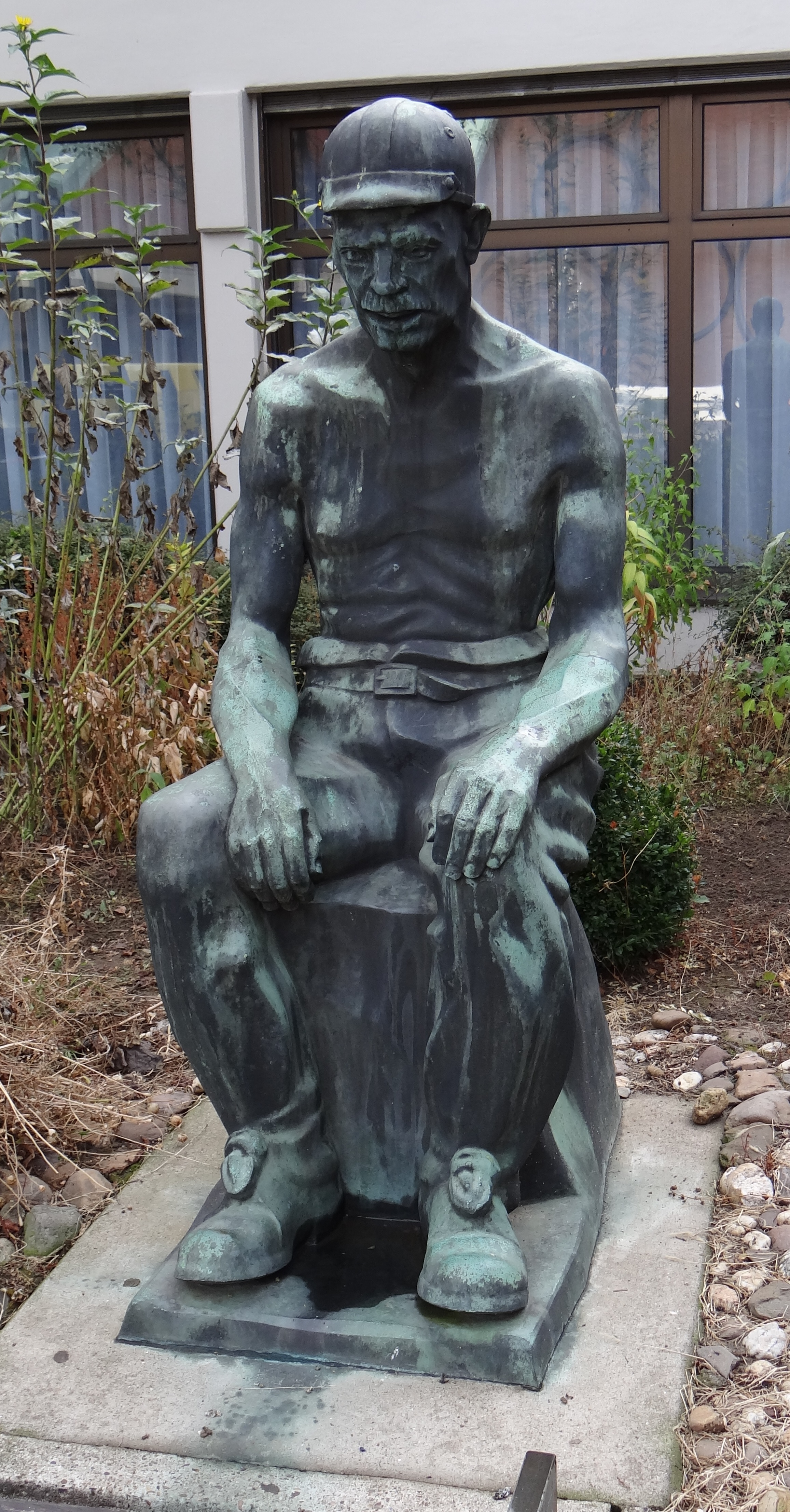
Feierabend, Bronzestatue eines sitzenden Bergmanns, um 1950, Innenhof des Deutschen Bergbau-Museums Bochum
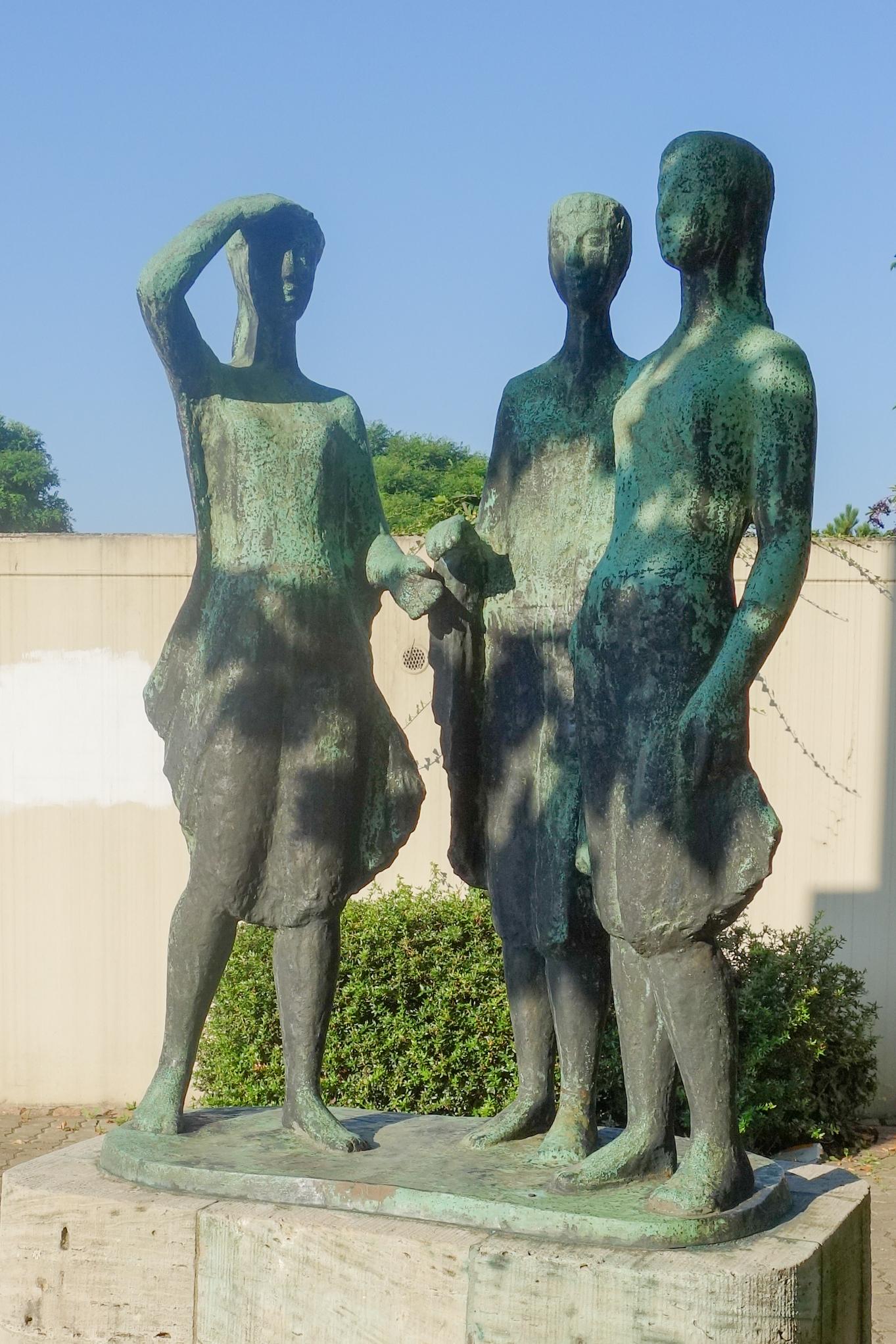
Statue Die drei Grazien in Salzgitter-Bad (1958)
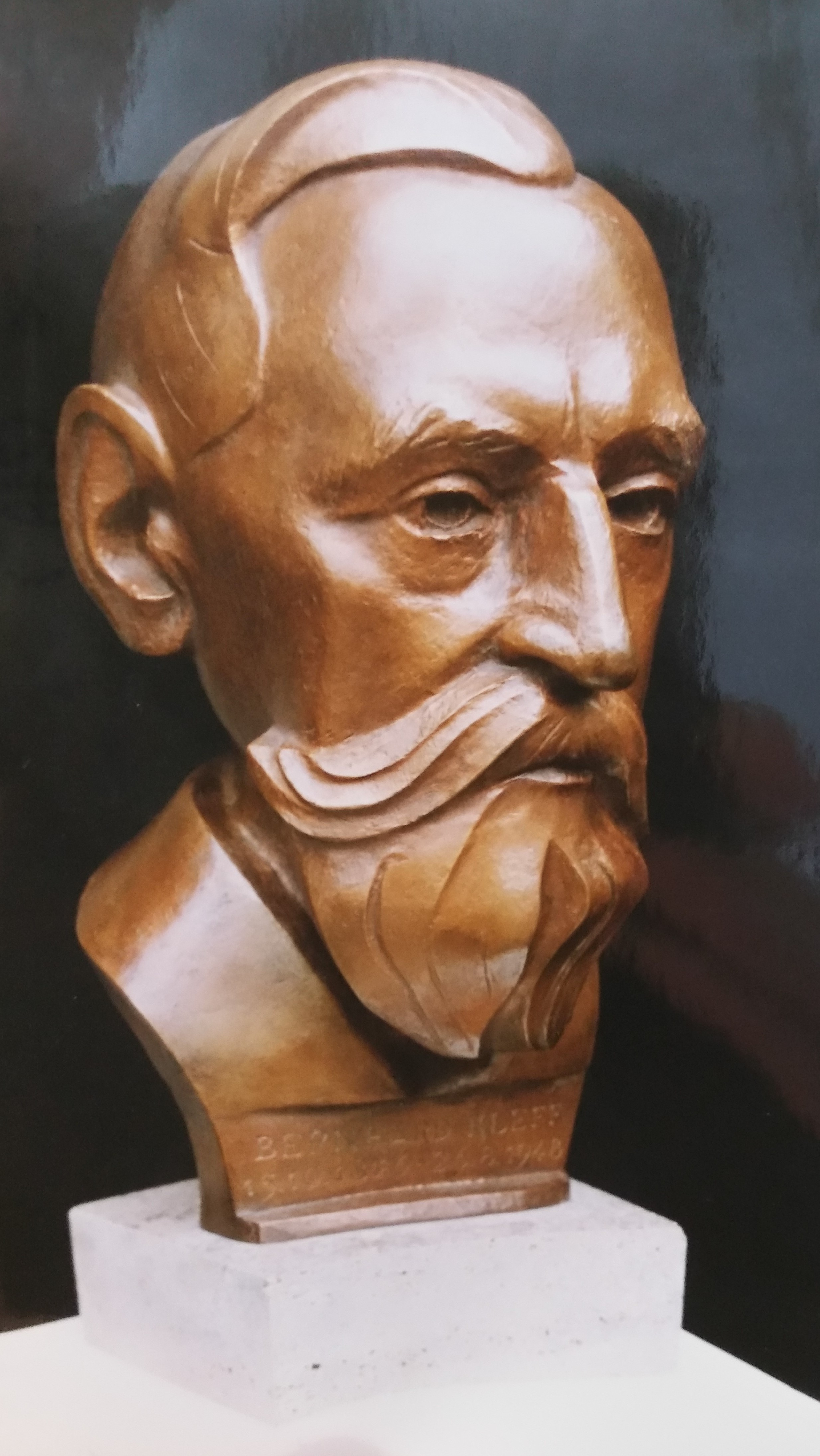
Büste Bernhard Kleff im Bochumer Stadtarchiv